# König-Fahd-Pokal 1995
Der König-Fahd-Pokal 1995 (englisch King Fahd Cup 1995) war die zweite Ausspielung dieses interkontinentalen Fußball-Wettbewerbs für Nationalmannschaften mit mehr als zwei Teilnehmern und fand vom 6. bis zum 13. Januar zum zweiten Mal nach 1992 in Saudi-Arabien statt. Das Turnier gilt als Vorläufer des erstmals 1997 ausgetragenen FIFA-Konföderationen-Pokals.
Europameister Dänemark gewann das Turnier im Finale gegen den Titelverteidiger und Südamerikameister Argentinien.

## Spielort
Alle Begegnungen des Wettbewerbs fanden in Riad, der Hauptstadt Saudi-Arabiens, im Rahmen von Doppelveranstaltungen im König-Fahd-Stadion statt.
| \| Riad \|                     |
| Spielort 1997 in Saudi-Arabien |
| Riad                           |

| Riad |

## Teilnehmer

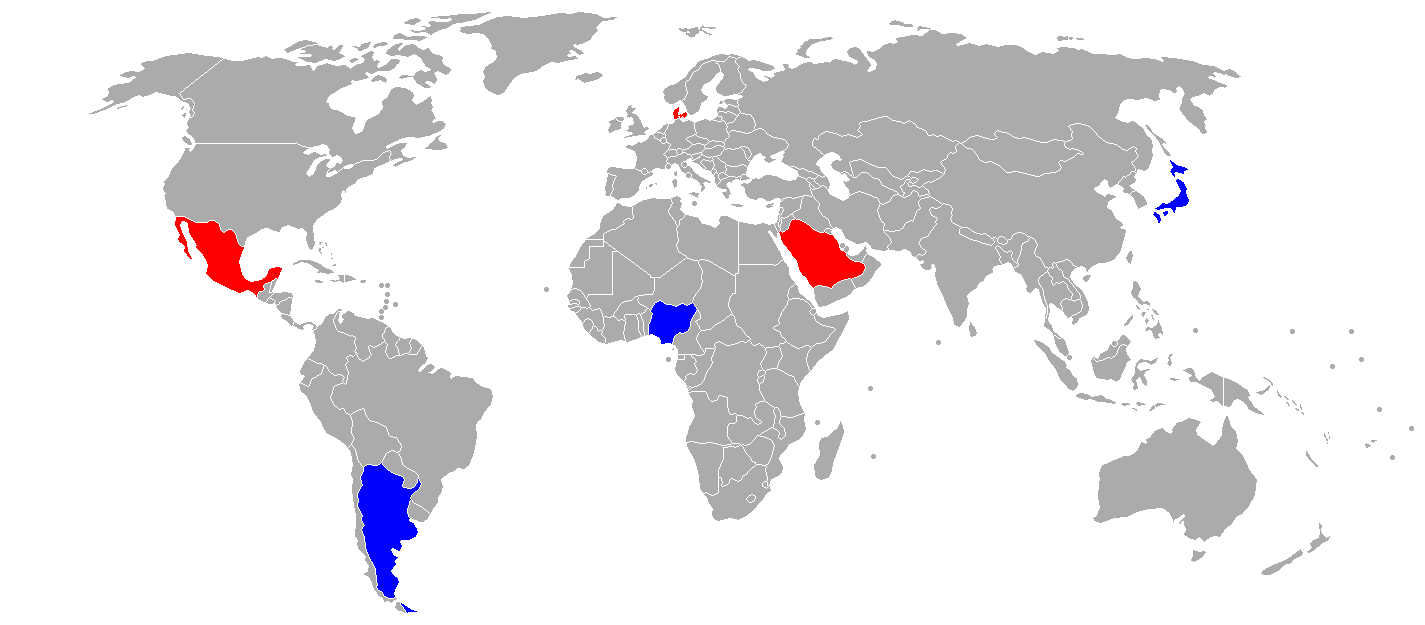
Die sechs Teilnehmerländer in zwei Gruppen (Gruppe A rot, Gruppe B blau)

Die Zahl der Teilnehmer des Turniers wurde von vier auf sechs Mannschaften erhöht, da die Einladung von König Fahd ibn Abd al-Aziz diesmal fünf kontinentale Meister annahmen. Es nahmen folgende Teams teil:
- Saudi-Arabien – Gastgeber
- Argentinien – Sieger der Copa América 1993
- Dänemark – Sieger der Europameisterschaft 1992
- Japan – Sieger des AFC Asien-Pokals 1992
- Mexiko – Sieger des CONCACAF Gold Cup 1993
- Nigeria – Sieger des Afrika-Cups 1994

## Gruppen
| Gruppe A      | Gruppe B    |
| ------------- | ----------- |
| Dänemark      | Argentinien |
| Mexiko        | Japan       |
| Saudi-Arabien | Nigeria     |

## Vorrunde

### Gruppe A
| Pl. | Land          | Sp. | S | U | N | Tore    | Diff. | Punkte |
| --- | ------------- | --- | - | - | - | ------- | ----- | ------ |
| 1.  | Dänemark      | 2   | 1 | 1 | 0 | 003:100 | +2    | 04     |
| 2.  | Mexiko        | 2   | 1 | 1 | 0 | 003:100 | +2    | 04     |
| 3.  | Saudi-Arabien | 2   | 0 | 0 | 2 | 000:400 | −4    | 0      |

|               |   |          |                      |
| 6. Januar     |   |          |                      |
| Saudi-Arabien | – | Mexiko   | 0:2 (0:0)            |
| 8. Januar     |   |          |                      |
| Saudi-Arabien | – | Dänemark | 0:2 (0:1)            |
| 10. Januar    |   |          |                      |
| Dänemark      | – | Mexiko   | 1:1 (0:1), 4:2 i. E. |

### Gruppe B
| Pl. | Land        | Sp. | S | U | N | Tore    | Diff. | Punkte |
| --- | ----------- | --- | - | - | - | ------- | ----- | ------ |
| 1.  | Argentinien | 2   | 1 | 1 | 0 | 005:100 | +4    | 04     |
| 2.  | Nigeria     | 2   | 1 | 1 | 0 | 003:000 | +3    | 04     |
| 3.  | Japan       | 2   | 0 | 0 | 2 | 001:800 | −7    | 0      |

|            |   |             |           |
| 6. Januar  |   |             |           |
| Japan      | – | Nigeria     | 0:3 (0:1) |
| 8. Januar  |   |             |           |
| Japan      | – | Argentinien | 1:5 (0:2) |
| 10. Januar |   |             |           |
| Nigeria    | – | Argentinien | 0:0       |

## Finalrunde

### Spiel um Platz 3
|                         |   |         |                                 |
| 13. Januar um 18:00 Uhr |   |         |                                 |
| Mexiko                  | – | Nigeria | 1:1 n. V. (1:1, 1:1), 5:4 i. E. |

Dritter des Turniers wurde vor 20.000 Zuschauern in Riad die mexikanische Fußballnationalmannschaft nach einem 5:4-Sieg gegen Nigeria im Elfmeterschießen. Die Tore in der regulären Spielzeit schossen Ramón Ramírez für Mexiko in der 20. und Daniel Amokachi für Nigeria in der 31. Spielminute.

### Finale
|                         |   |             |           |
| 13. Januar um 20:15 Uhr |   |             |           |
| Dänemark                | – | Argentinien | 2:0 (1:0) |

Im Finale, das vor 35.000 Zuschauern im König-Fahd-Stadion stattfand, siegte Dänemark durch die Tore von Michael Laudrup in der achten und Peter Rasmussen in der 75. Minute mit 2:0 gegen den Titelverteidiger Argentinien.

## Torschützenliste
| Rang | Spieler           | Tore |
| ---- | ----------------- | ---- |
| 1    | Luis García       | 3    |
| 2    | Gabriel Batistuta | 2    |
|      | Peter Rasmussen   | 2    |
|      | Daniel Amokachi   | 2    |
| 5    | José Chamot       | 1    |
|      | Ariel Ortega      | 1    |
|      | Sebastián Rambert | 1    |
|      | Brian Laudrup     | 1    |
|      | Michael Laudrup   | 1    |
|      | Morten Wieghorst  | 1    |
|      | Kazuyoshi Miura   | 1    |
|      | Ramón Ramírez     | 1    |
|      | Mutiu Adepoju     | 1    |
|      | Emmanuel Amuneke  | 1    |